# Tachycixius cryptica
Tachycixius cryptica är en insektsart som beskrevs av Hoch och Asche 1993. Tachycixius cryptica ingår i släktet Tachycixius och familjen kilstritar.
Artens utbredningsområde är Spanien. Inga underarter finns listade i Catalogue of Life.